# Faenza
Pour les articles homonymes, voir Faenza (homonymie).
Faenza est une ville d'environ 58 000 habitants, située dans la province de Ravenne en Émilie-Romagne, dans le nord-est de l'Italie.
Faenza est une ville d'art, connue dès la Renaissance pour la production d'objets en céramique, exportés dans plusieurs pays européens. Le toponyme même est devenu synonyme de céramique (majolique) dans un certain nombre de langues, notamment en français (faïence) ou en anglais (faience).
Siège de l'écurie de Formule 1 Scuderia Minardi de 1985 à 2005, Faenza accueille depuis 2006 dans les installations de l'écurie italienne la Scuderia Toro Rosso (renommée Scuderia AlphaTauri début 2020), née du rachat de Minardi par le groupe autrichien Red Bull.

## Géographie
Faenza se trouve sur la via Aemilia, qui va d'Imola à Forlì, à 50 km. au sud-est de Bologne, pratiquement au centre de la Romagne, au pied des premières collines préapennines.

## Histoire
Selon la mythologie, le nom du premier peuplement du site de Faenza (Faoentia) aurait des origines étrusques et celtiques, signifiant en latin « Splendeo inter deos » ou « Je brille parmi les dieux » en français contemporain.
Faenza est une ville d'origine romaine, dont la création remonte à la seconde moitié du Ier siècle. Les Romains développèrent — sous le nom de Faventia — cette cité, qui avait alors une activité essentiellement agricole et artisanale. Elle était déjà connue pour la production d'objets en céramique, en terre cuite et de textiles en lin.
Avec la chute de l'Empire romain, elle traversa une longue période de décadence, qui prit fin au VIIIe siècle. Au tournant du millénaire, placée sous l'autorité des évêques, elle connut une belle période de prospérité et d'expansion qui se prolongera sous le gouvernement de la famille Manfredi.
C'est sous le gouvernement de Charles II Manfredi, dans la deuxième moitié du XVe siècle, que fut réalisée une vaste opération d'urbanisme qui donnera à Faenza le visage que nous lui connaissons de nos jours.
Le peintre Giovanni Domenico Ferretti réalisa un tableau pour la commune entre 1720 et 1725.
Après une brève domination vénitienne, Faenza fut rattachée aux États pontificaux, et elle le restera jusqu'à la conquête de l'Italie par Bonaparte en 1797.
En 1968, la ville recevait du Conseil de l'Europe le Prix de l'Europe.

## Les Templiers et les Hospitaliers
De l'autre côté du fleuve Lamone se trouve l'église de l'ancienne commanderie (Chiesa della Commenda (it)) des Hospitaliers de l'ordre de Saint-Jean de Jérusalem. Sabba de Castiglione (1480-1554), reçu chevalier de Rhodes en 1505, humaniste, auteur d'ouvrages moraux, en fut le commandeur de 1519 à sa mort. 44° 16′ 55″ N, 11° 53′ 35″ E
Il ne faut pas confondre cette église avec celle de Saint-Sigismond (it) dont on sait depuis les années 2000 qu'elle appartenait au XIIIe siècle aux Templiers. Ces derniers ayant établi une maison du Temple en ce lieu. Cette église fut détruite et entièrement reconstruite en 1835.

## Manifestations traditionnelles
- Le Palio del Niballo, spectaculaire tournoi entre cinq chevaliers des différents quartiers de la ville, rappelle, au mois de juin, les fastes de la Renaissance et les luttes qui s'y déroulaient à l'époque des Manfredi.

## Monuments

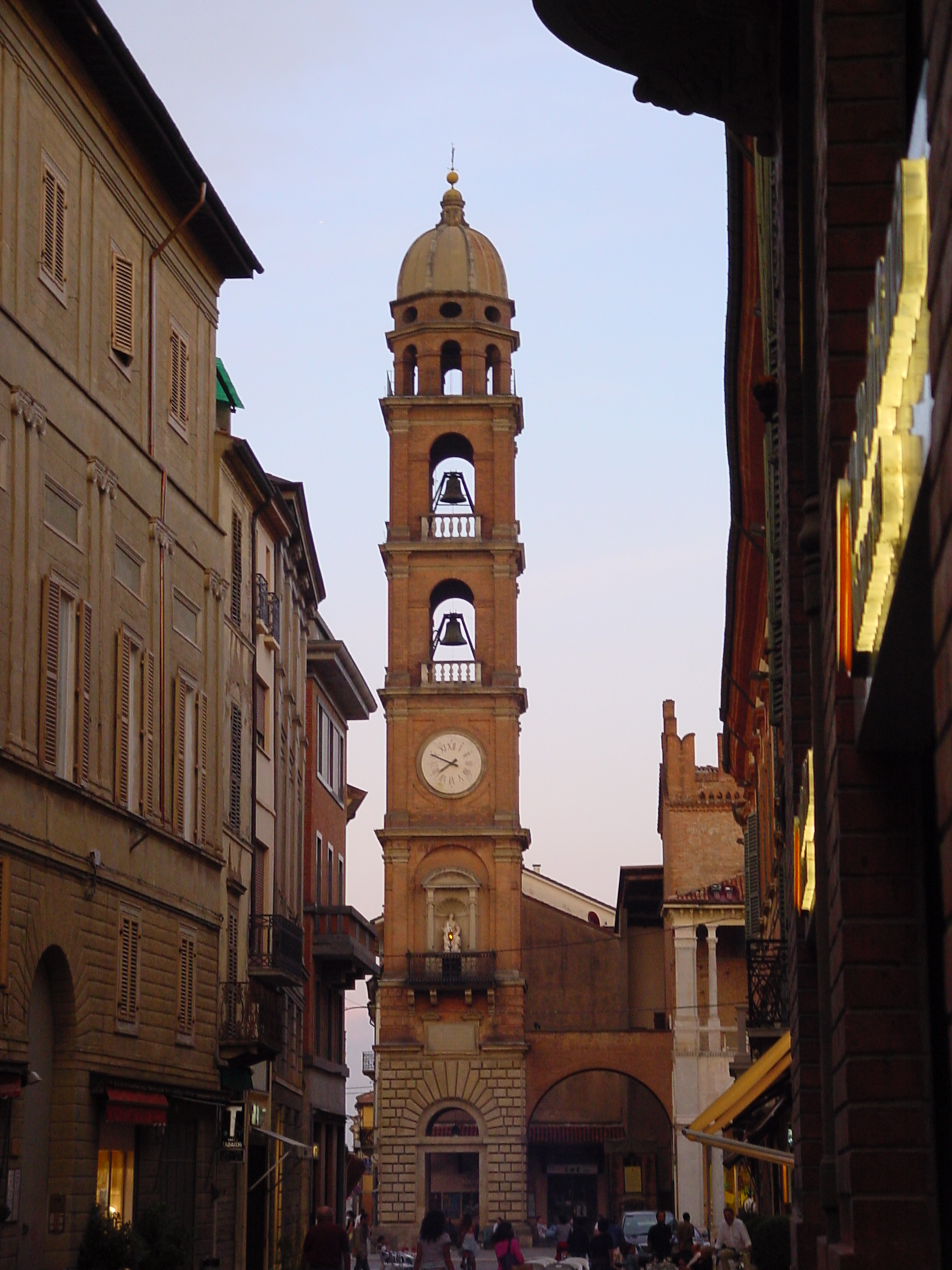
Tour de l'horloge.

- Cathédrale de Faenza, sur la Piazza della Libertà, construite de 1474 à 1511 sur des plans de Giuliano da Maiano, une des plus remarquables expressions de l'art de la Renaissance en Romagne.
- Église Sainte-Marie Madeleine, qui date du XIIe siècle.
- Palais du Podestat, sur la Piazza del Popolo
- Palais du Capitaine du Peuple (Palazzo del Capitano del Popolo), ancienne résidence des Seigneurs de la Famille Manfredi, transformée au XVIIIe siècle, qui abrite la mairie de Faenza.
- Palais Milzetti (Palazzo Milzetti, le plus riche et le plus représentatif palais néoclassique de la région.
- Théâtre Masini, construit de 1780 à 1787, un des plus beaux théâtres italiens.

## Musées
- Musée international de la céramique, qui présente des œuvres de toute provenance géographique et de toute époque historique, depuis les amphores de l'Antiquité jusqu'aux modernes créations de Marc Chagall et Pablo Picasso.
- Pinacothèque civique, qui contient des œuvres de grands artistes, tels que Marco Palmezzano et Donatello.
- Le Codex Faenza, important manuscrit du XVe siècle sur la musique, est conservé à la Bibliothèque municipale Manfrediana[5].
- Musée de Risorgimento et d'histoire contemporaine, qui propose des documents de l'histoire de la ville depuis le XIXe siècle jusqu'à présent.

## Galerie photo

Images de la céramique de Faenza
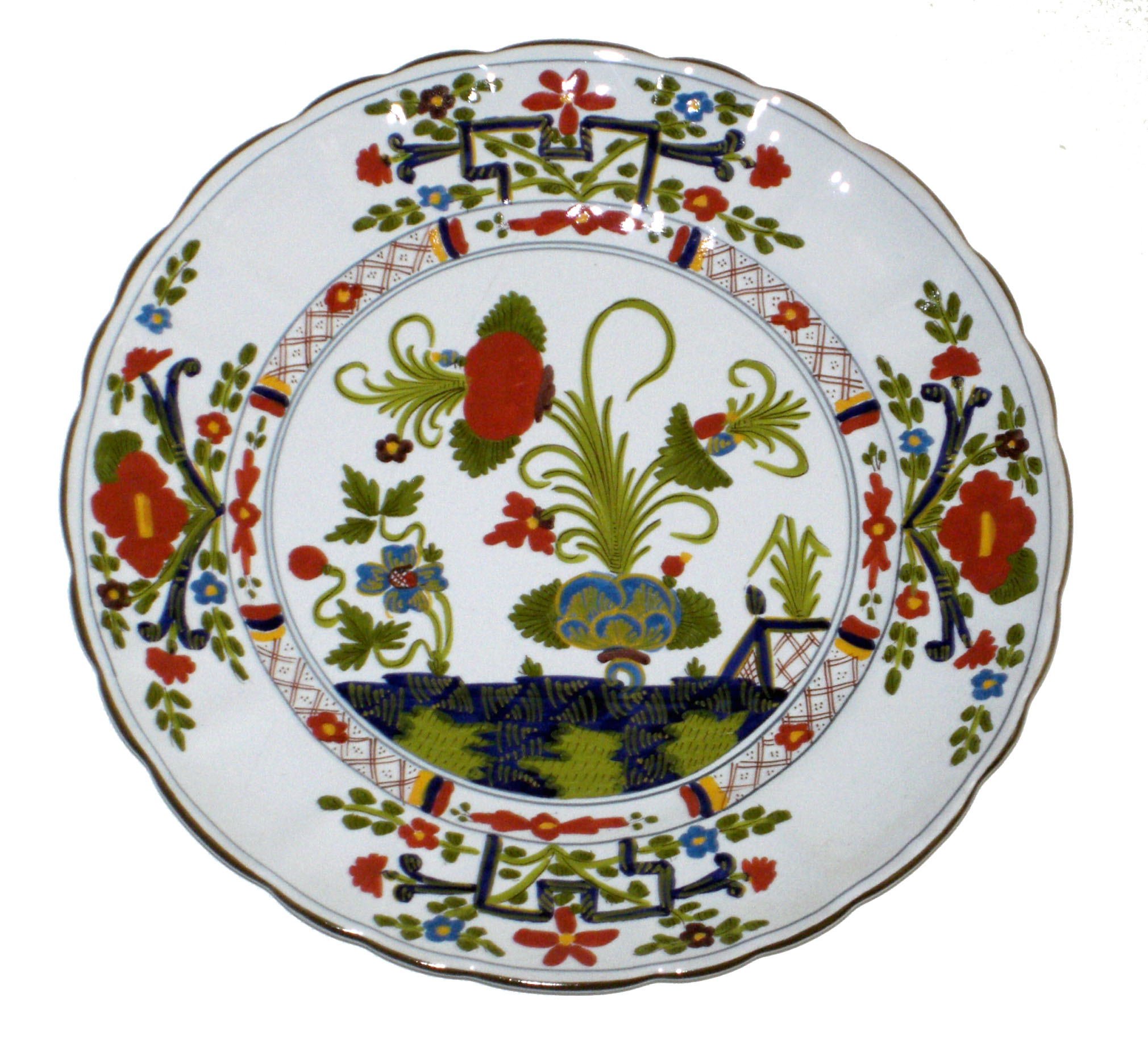
Assiette décorée de style « Garofano ».
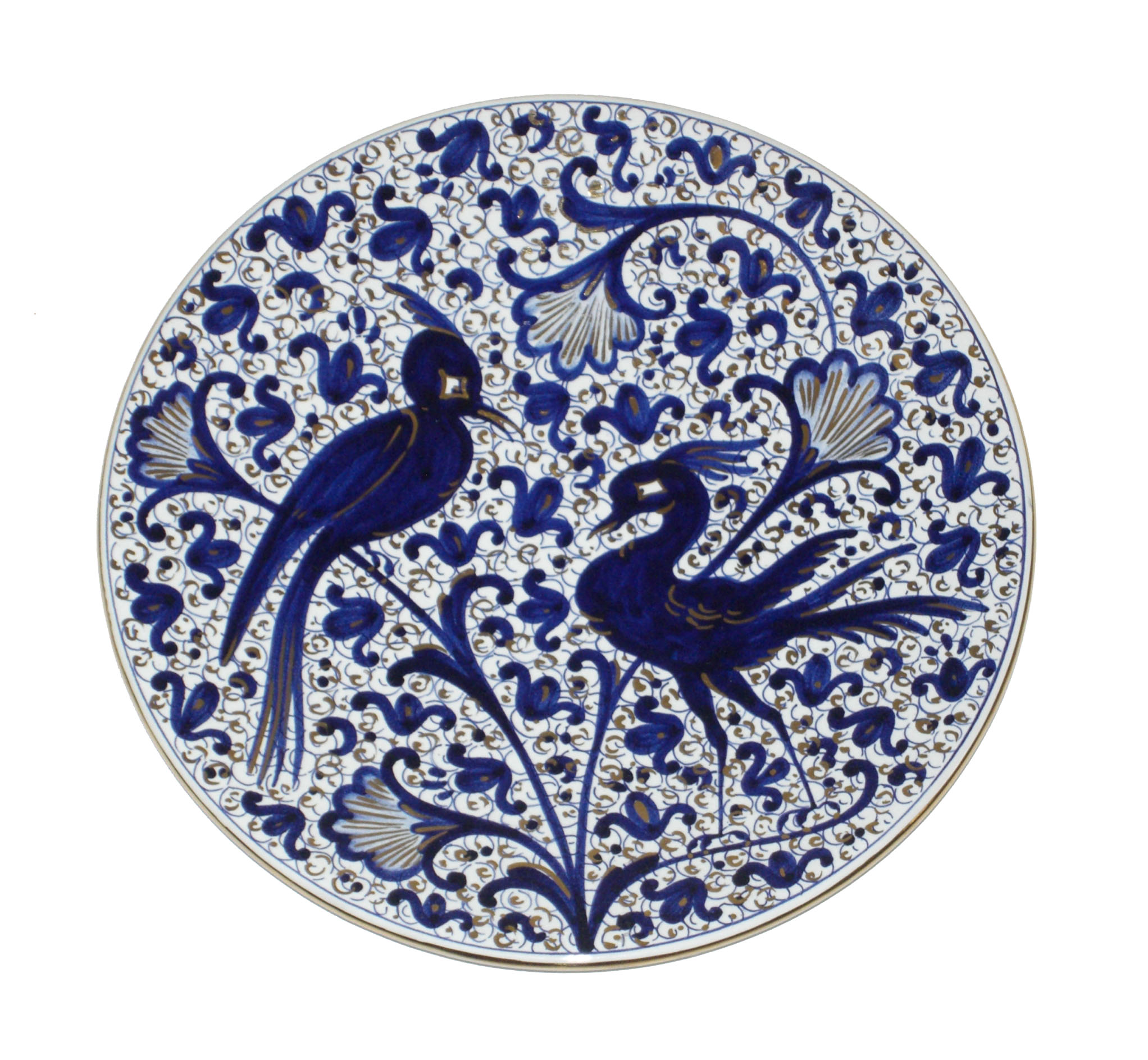
Assiette décorée de style « Melograno ».
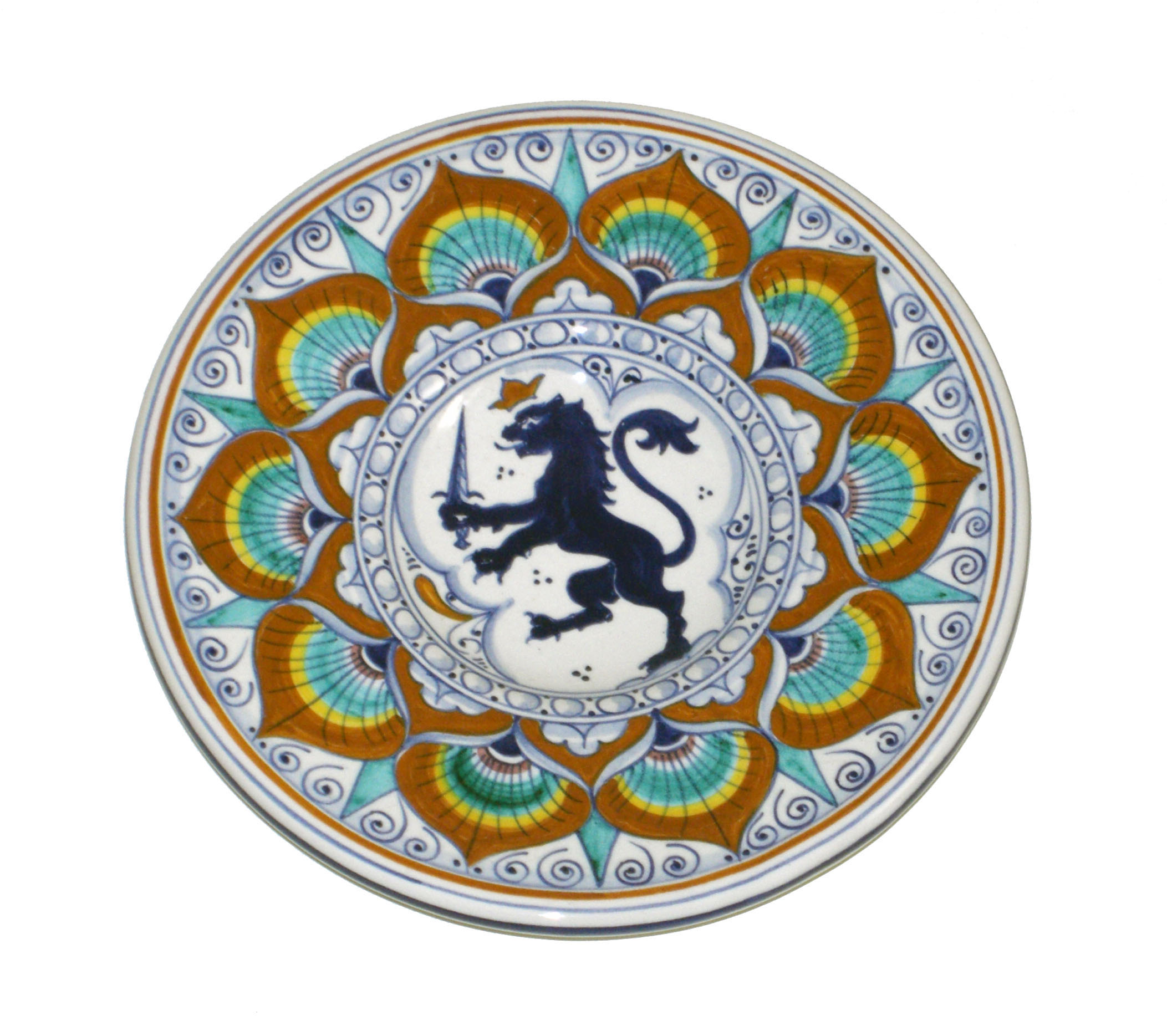
Assiette décorée de style « Penna di Pavone ».
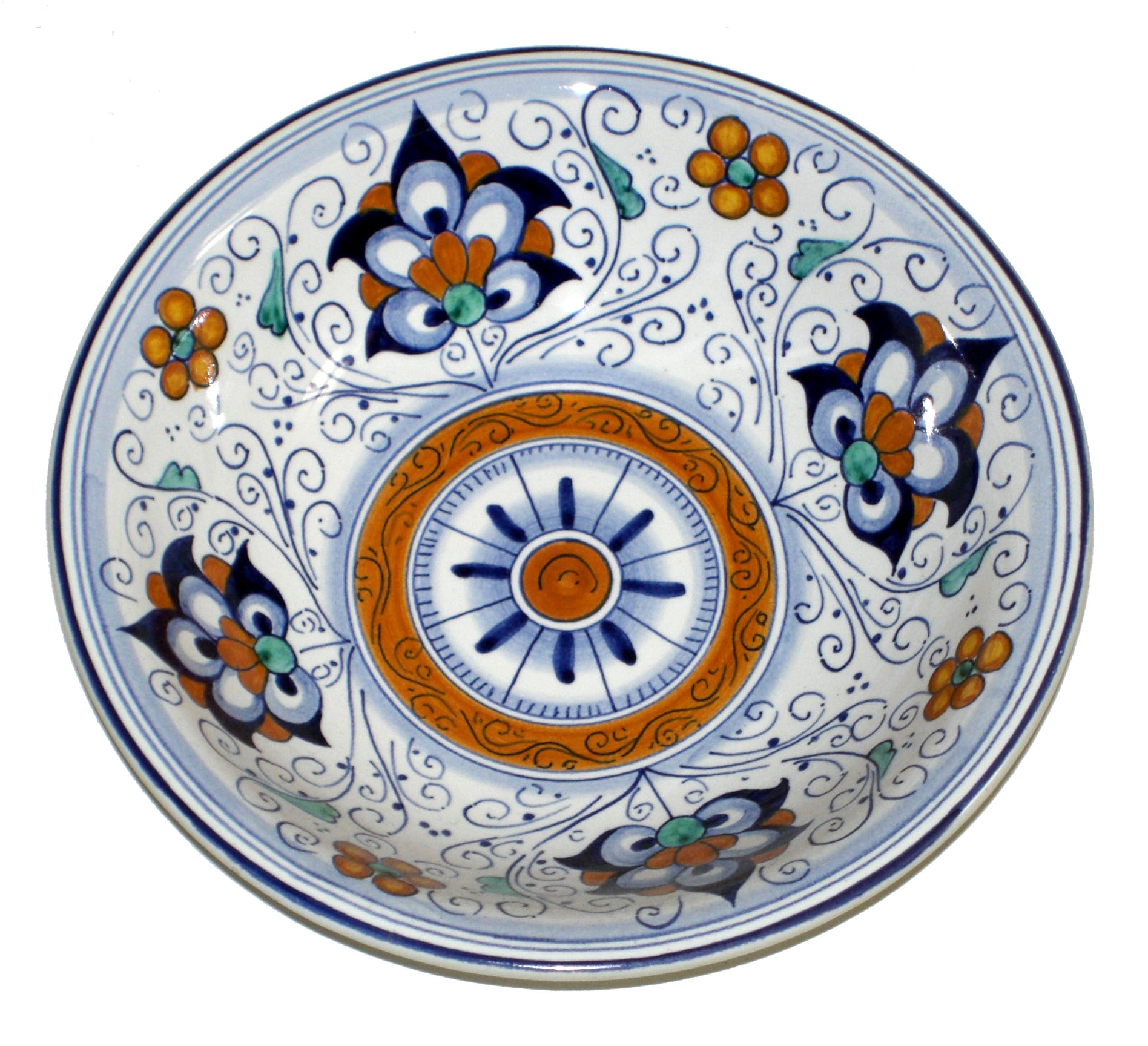
Assiette décorée avec des motifs traditionnels.

## Personnalités

### Personnalités nées à Faenza
- Andrea Bertoni (1454-1483), prêtre catholique et membre de l'Ordre des Servites de Marie, saint patron de la ville[6].
- Evangelista Torricelli, (1608-1647), physicien et mathématicien italien, inventeur du baromètre, qui succéda à Galilée dans la chaire de mathématiques de l'Académie de Florence.
- Luca Castellini, (?-1631), professeur dans le collège de la Minerve, vicaire général de son Ordre, prélat catholique et théologien.
- Giuseppe Sarti (1729-1802), compositeur.
- Philippe Eustache Louis Severoli (1767-1822), général de division dans les armées de Napoléon, dont le nom est inscrit sur le pilier ouest de l'Arc de Triomphe, à Paris.
- Antonio Tamburini (1800-1876), chanteur d'opéra
- Raffaele Pasi (1819-1890), militaire et homme politique
- Giuseppe Gallignani (1851-1923), compositeur et chef d'orchestre
- Luigi Mozzani né à Faenza le 9 mars 1869 et mort à Rovereto en 1943 est un guitariste, luthier et compositeur italien.
- Pietro Nenni (1891-1980), homme politique.
- Giancarlo Minardi (né le 18 septembre 1947), fondateur de l'écurie éponyme de Formule 1, qui disputa le championnat du monde de 1979 à 2005.
- Andrea Gaudenzi, (né le 30 juillet 1973), joueur de tennis.
- Laura Pausini (née le 16 mai 1974), chanteuse de variétés qui a grandi à Solarolo.
- Davide Cassani, (né en 1961), coureur cycliste italien des années 1980-90.
- Matteo Nannini, (né en 2003), pilote automobile en Formule 2 et Formule 3, neveu du pilote de Formule 1 Alessandro Nannini, une victoire.

### Autres
- Pierre Damien (en italien Pier Damiani), mort à Faenza le 23 février 1072, religieux italien, ermite, docteur de l'Église, repose depuis 1898 dans une chapelle à lui dédiée de la cathédrale de Faenza, où un culte local lui est rendu, bien qu'il n'ait jamais été canonisé formellement.
- Antonio Pignatelli (1615-1700), évêque de Faenza de 1682 à 1687, devint en 1691 pape sous le nom de Innocent XII.
- José Cardiel (1704-1781), jésuite, explorateur et fondateur de missions espagnol, est mort à Faenza.

## Administration
| Période                                  | Période  | Identité        | Étiquette | Qualité |
| ---------------------------------------- | -------- | --------------- | --------- | ------- |
| 4 avril 2004                             | En cours | Claudio Casadio |           |         |
| Les données manquantes sont à compléter. |          |                 |           |         |

### Communes limitrophes
Bagnacavallo, Brisighella, Castel Bolognese, Cotignola, Forlì (FC), Riolo Terme, Russi, Solarolo

### Évolution démographique
Habitants recensés

### Ethnies et minorités étrangères
Selon les données de l’Institut national de statistique (ISTAT) au 1er janvier 2011 la population étrangère résidente était de 6 298 personnes.
Les nationalités majoritairement représentatives étaient :
| Pos. | Pays     | Population |
| ---- | -------- | ---------- |
| 1    | Albanie  | 1 012      |
| 2    | Roumanie | 998        |
| 3    | Maroc    | 969        |
| 4    | Moldavie | 826        |
| 5    | Ukraine  | 346        |
| 6    | Chine    | 222        |
| 7    | Pologne  | 208        |
| 8    | Nigeria  | 160        |
| 9    | Tunisie  | 129        |

## Jumelages
- Bergerac (France)
- Maroússi (Grèce)
- Rijeka (Croatie)
- Schwäbisch Gmünd (Allemagne)
- Talavera de la Reina (Espagne)
- Timișoara (Roumanie)
- Toki (Japon)